# RAP 107
RAP 107 o Ràdio Parets és l'emissora municipal de la població de Parets del Vallès, al Vallès Oriental. És una de les emissores locals de ràdio en català més antigues. Va néixer l'11 de setembre de 1980 Va ser la desena emissora municipal de Catalunya que va entrar en funcionament i la segona del Vallès Oriental.

## Història
La primera i única emissora de ràdio a Parets va néixer el dia 11 de setembre de 1980, per la "Diada Nacional de Catalunya". Aquell dia el paretans van poder sentir mitjançant els seus receptors, la veu d'en Pere Vila i Font, que s'adreçava als seus veïns en català i amb informació local.
Els pioners d'aquest projecte foren: Joan Vila i Pera, Josep Rovira, Fernando Consentino i
Martínez, Miquel Ramon i Viñas, Rufino Flores, els germans Alcántara (Pere i Gerard), Pere Vila i Font, Josep Ruiz, Antònia Gambau i Lourdes Carreras. Més tard es van incorporar persones lligades a la cultura del poble com en Pere Obradors (Més conegut com l'avi Pere), i els poetes Jaume Anfruns i Joaquima Guasch.
La programació de l'any 1981 estava dividida en: informació, programes culturals i d'entreteniment i una part dedicada a la música. Cal dir que la informació era d'àmbit local, comarcal i de Catalunya. En el segon apartat, en els programes culturals, es feien xerrades, entrevistes, actes i esdeveniments d'interès cultural i social, tot dins l'àmbit local.
La música ocupava bona part de les hores d'antena i es dedicava a les diferents variants: clàssica, Jazz,Rock, Pop, Folk, etc. Cal dir que també hi havia un espai infantil.
L'any 2003 va haver de suspendre temporalment la seva emissió degut a unes interferències emeses per Grama Ràdio, fet que va fer canviar el dial del 107,3 Mhz a l'actual 107,2 Mhz.
Des de l'agost de 2006 l'emissora té l'adjudicació definitiva de la llicència per emetre a través del 107.2 Mhz de la FM amb una potència de 82 w (PRA).

## Actualitat
RAP 107, és gestionada per l'Ajuntament de Parets del Vallès com un servei públic més dins de la regidoria de Comunicació, compta amb una plantilla de 6 treballadors i una trentena de col·laboradors.
Emet un total de 140 hores setmanals de producció pròpia, de dilluns a diumenge, seguint un model mixt que combina la fórmula de ràdio-servei i la ràdio generalista en determinades franges horàries. El 97% de la programació es fa en català i la informació ocupa un 22% de l'actual graella d'espais. Des de 1997, té un conveni amb COM Ràdio per oferir, com a complement de la producció pròpia, alguns espais informatius d'aquest mitjà.
Segons l'últim estudi de l'EGM RAP 107 l'escolten 5.300 radiooients, un 8% del share, una mitjana de 33 minuts al dia.